# Leis contra a alfabetização nos Estados Unidos

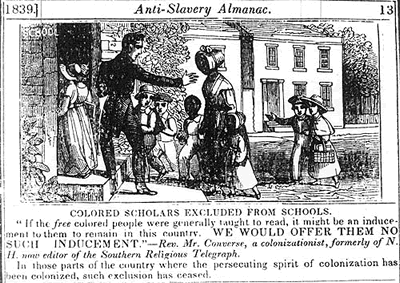
1839 Ilustração no Anti-Slavery Almanac de estudantes negros excluídos da escola, com citação do Reverendo Sr. Converse: “Se as pessoas de cor livres aprendessem a ler, isso seria um incentivo para que ficassem no país. Nós não lhes ofereceríamos tal incentivo”.

As leis contra a alfabetização nos Estados Unidos, tanto antes quanto durante a Guerra Civil Americana, afetaram escravos, libertos e, em alguns casos, todas as pessoas negras. Algumas dessas leis surgiram da preocupação de que escravos alfabetizados pudessem falsificar documentos necessários para fugir para estados livres. Segundo William M. Banks, “muitos escravos que aprenderam a escrever conseguiram, de fato, alcançar a liberdade por meio desse método. Cartazes de procura de fugitivos frequentemente mencionavam se o fugitivo sabia escrever.” Além disso, as leis contra a alfabetização também foram motivadas pelo medo de insurreições de escravos, especialmente após a publicação, em 1829, do Appeal to the Colored Citizens of the World, de David Walker [en], que defendia abertamente a rebelião, e a Rebelião de Nat Turner, em 1831.
Os Estados Unidos são frequentemente citados como o único país a ter implementado leis especificamente contra a alfabetização em grande escala.

## Leis estaduais de combate a alfabetização
Entre 1740 e 1834, estados como Alabama, Geórgia, Louisiana, Mississippi, Carolina do Norte, Carolina do Sul e Virgínia aprovaram leis que proibiam a alfabetização de escravos. A Carolina do Sul foi o primeiro estado a aprovar uma lei proibindo o ensino de leitura e escrita a escravos, punível com uma multa de 100 libras e seis meses de prisão, por meio de uma emenda à sua Lei dos Negros de 1739.
Alguns proprietários de escravos responsabilizavam os abolicionistas pela criação dessas leis contra a alfabetização. Por exemplo, James Hammond [en], da Carolina do Sul, defensor da escravidão, escreveu em uma carta de 1845 ao abolicionista britânico Thomas Clarkson: “Posso lhe dizer. Foi a agitação da abolição. Se o escravo não tem permissão para ler sua Bíblia, o pecado recai sobre os abolicionistas, pois eles estão prontos para fornecer-lhe uma chave para a Bíblia, transformando-a não em um livro de esperança, amor e paz, mas de desespero, ódio e sangue; o que converteria o leitor, não em um cristão, mas em um demônio. [...] Permita que nossos escravos leiam seus escritos, incitando-os a cortar nossas gargantas! Você acredita que somos tolos tão indescritíveis?”
Leis significativas contra os negros incluem:
- 1829, Geórgia: Proibição de ensinar negros a ler, com punição de multa e prisão;[10]
- 1830, Louisiana e Carolina do Norte: Lei que punia com multas, prisão ou açoites quem ensinasse negros a ler;[7]
- 1833, Geórgia: Proibição de negros trabalharem em empregos relacionados à leitura ou escrita (por meio de uma lei trabalhista) e proibição do ensino de negros, com punições de multas e chicotadas (por meio de uma lei anti alfabetização);[11]
- 1847, Missouri: Proibição de reunir ou ensinar escravos a ler, ou escrever;[12]

A lei estadual do Mississippi exigia que uma pessoa branca cumprisse até um ano de prisão como "penalidade por ensinar um escravo a ler".
Uma lei da Virgínia do século XIX especificava: "Toda reunião de negros com o propósito de instrução de leitura ou escrita, ou durante a noite para qualquer propósito, será considerada uma reunião ilegal. Qualquer juiz pode emitir um mandado para qualquer escritório ou outra pessoa, exigindo que ele entre em qualquer local onde essa reunião possa ocorrer e apreenda qualquer negro presente; e ele, ou qualquer outro juiz, pode ordenar que esse negro seja punido com açoites." Na Carolina do Norte, negros que desobedeciam à lei eram condenados a chicotadas, enquanto os brancos recebiam multas, prisão ou ambos.
O bispo da Igreja Metodista Episcopal Africana (AME), William Henry Heard [en], lembrava-se de sua infância como escravizado na Geórgia, afirmando que qualquer escravo pego escrevendo "sofria a penalidade de ter seu dedo indicador cortado da mão direita". Outras pessoas anteriormente escravizadas tinham memórias semelhantes de desfiguração e punições severas por ler e escrever. Arkansas, Kentucky e Tennessee foram os únicos três estados escravistas que não promulgaram uma proibição legal de educar os escravos. Estima-se que apenas 5% a 10% dos afro-americanos escravizados eram alfabetizados, em algum grau, antes da Guerra Civil Americana.
As restrições à educação de alunos negros não se limitavam ao Sul. Embora o ensino de negros no Norte não fosse ilegal, muitos estados, condados e cidades do Norte impediam a entrada de alunos negros nas escolas públicas. Até 1869, somente brancos podiam frequentar escolas públicas em Indiana e Illinois. Ohio excluiu as crianças negras das escolas públicas até 1849, quando passou a permitir escolas separadas para alunos negros. As escolas públicas também eram quase totalmente segregadas em Michigan, Minnesota, Nova Jersey, Pensilvânia e Nova York. Somente Massachusetts havia eliminado a segregação nas escolas públicas antes da Guerra Civil, proibindo-a em 1855.
Em 1831, uma tentativa de abrir uma faculdade para alunos negros em New Haven, Connecticut, enfrentou uma resistência local tão grande que o projeto foi abandonado quase imediatamente. As escolas particulares que tentaram educar alunos negros e brancos juntos, geralmente fundadas por abolicionistas, foram destruídas por multidões, como a Academia Noyes [en] em Canaan [en], New Hampshire, e o Internato Feminino Quaker Prudence Crandall's em Canterbury, Connecticut.
Após a Guerra Civil, a maioria dos estados do Norte proibiu legalmente a segregação nas escolas públicas, embora ela tenha persistido na prática, inclusive por meio de limites de distritos escolares com gerrymandering racial, até o caso Brown v. Board of Education.

## Resistência

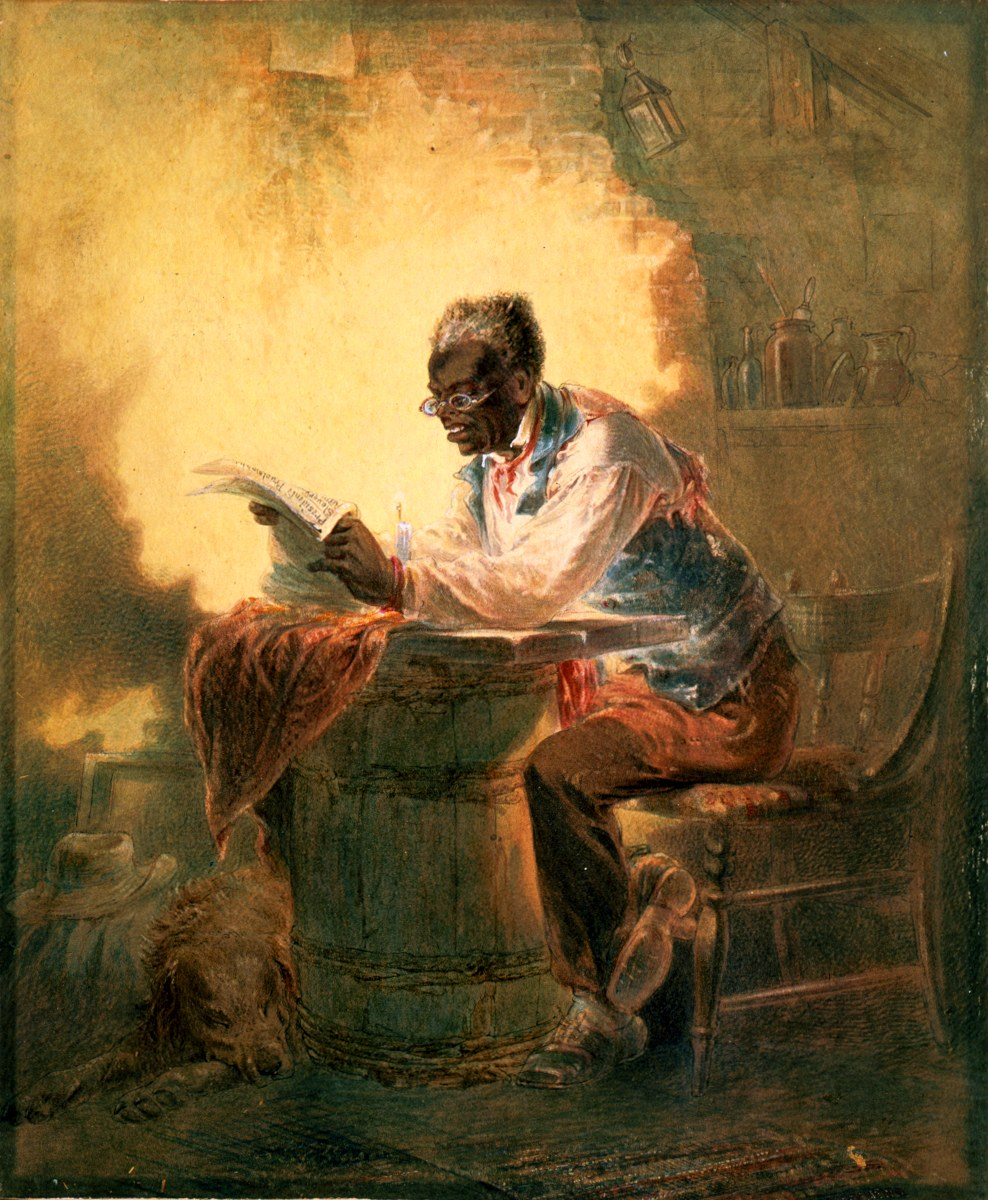
Pintura de 1863 de um homem lendo a Proclamação de Emancipação.

Educadores e escravos no Sul encontraram maneiras de burlar e desafiar as leis contra a alfabetização. Um exemplo notável é o de John Berry Meachum [en], que, após o Missouri aprovar uma lei contra a alfabetização em 1847, transferiu sua escola para fora de St. Louis e a reestabeleceu como Escola Floating Freedom em um navio a vapor no Rio Mississippi, que estava fora do alcance da legislação estadual. Após ser presa, julgada e cumprir um mês de prisão por educar crianças negras livres em Norfolk, Virgínia, Margaret Crittendon Douglas [en] escreveu um livro sobre suas experiências, o que ajudou a chamar a atenção nacional para as leis contra a alfabetização.
Frederick Douglass, por sua vez, aprendeu a ler sozinho enquanto era escravo. Em um anúncio de escravo fugitivo [en] publicado em Tuscaloosa, Alabama, em 1845, relatava: "[Fanny] sabe ler e escrever e, portanto, forja passes para si mesma". No Tennessee, um escravo que falsificasse um passe ou certificado seria chicoteado com até trinta e nove chibatadas, e qualquer pessoa que desse ou ajudasse a dar um instrumento de escrita para ajudar o escravo a fugir seria presa por um período de três a dez anos.
Apesar dos riscos, a alfabetização era vista pelos escravizados como um meio de progresso e libertação, e muitos secretamente aprendiam e ensinavam uns aos outros. Antes da Guerra Civil, 20% dos escravos fugitivos no Kentucky sabiam ler e 10% sabiam escrever. Crianças escravizadas trocavam itens como bolas de gude e laranjas com crianças brancas em troca de aulas de leitura, e adultos, tanto negros quanto brancos, às vezes compartilhavam conhecimento entre si. Um homem escravizado, Lucius Holsey [en], conseguiu uma biblioteca de cinco livros vendendo trapos: dois livros de ortografia, um dicionário, Paradise Lost, de John Milton, e a Bíblia. Com esses cinco livros, ele aprendeu a ler, memorizando palavras isoladas.
John Hope Franklin afirma que, apesar das leis, existiam escolas para alunos negros escravizados em todo o Sul, incluindo na Geórgia, Carolinas, Kentucky, Louisiana, Flórida, Tennessee e Virgínia. Em 1838, a população negra livre da Virgínia solicitou ao estado, como um grupo, que enviasse seus filhos para uma escola fora da Virgínia para contornar a lei contra a alfabetização, mas o pedido foi recusado.
Em alguns casos, proprietários de escravizados ignoravam as leis, fingindo não ver quando seus filhos brincavam nas escolas e ensinavam seus colegas a ler e escrever. Alguns proprietários viam o benefício econômico de ter escravizados alfabetizados, que poderiam realizar transações comerciais e manter contas. Outros acreditavam que os escravizados deveriam ser alfabetizados o suficiente para ler a Bíblia.